# Алуштинський морський торговельний порт
Алуштинський морський торговельний порт — нереалізований проєкт, торговельний морський порт в місті Алушта, на чорноморському узбережжі Криму.
Порт Алушти — фактично дуже маленький порт в Україні. Плани його розширення існували ще за СРСР.